# Gokusai
Gokusai (極彩?) är ett studioalbum av det rockbandet MUCC, släppt i Japan den 6 december 2006. Albumet gavs ut i hela tre versioner varav två, typ A och B, trycktes i begränsade upplagor och inkluderade varsin bonus-DVD. De första exemplaren av standardutgåvan släpptes dessutom med en bonus-cd innehållande två spår. Albumet nådde som bäst plats 22 på den inhemska albumsförsäljningslistan efter att ha sålts i 16 141 exemplar.
Den 23 februari 2007 släpptes Gokusai även i Europa av skivbolaget Gan-Shin. Den europeiska utgåvan inkluderar de två spåren på bonus-cd:n på samma skiva som resten av albumet.

## Låtlista
1. "Rave circus (instrumental)" (レイブサーカス　instrumental)
2. "Gokusai" (極彩)
3. "Nageki no kane" (嘆きの鐘)
4. "Utagoe" (謡声(ウタゴエ)) – släppt som singel, se Utagoe
5. "Gekkou" (月光)
6. "Panorama" (パノラマ)
7. "Gerbera" (ガーベラ) – släppt som singel, se Gerbera
8. "Risky drive" (リスキードライブ)
9. "Kinsenka" (キンセンカ)
10. "D O G" (ディーオージー)
11. "25ji no yuuutsu" (25時の憂鬱)
12. "Horizont" (ホリゾント) – släppt som singel, se Horizont
13. "Yasashii uta" (優しい歌)
14. "Ryuusei" (流星) – släppt som singel, se Ryuusei

### Bonus-CD
Endast med första tryckningen av standardutgåvan
1. "G.M.C"
2. "Gerbera (surf ver.)" (ガーベラ surf ver.)

### Bonus-DVD
Medföljde endast de två begränsade utgåvorna:
| Typ A "Six nine days" (シックスナインデイズ) Blandade liveklipp från 2006. Speltid ca 65 min. | Typ B "Devilish Years" Dokumentär om MUCC under 2006. Speltid ca 51 min. |